# Lori Gottlieb
Lori Gottlieb (Los Angeles, Estats Units, 20 de desembre de 1966) és una escriptora, psicòloga i psicoterapeuta estatunidenca. És l'autora del best-seller del New York Times, Maybe You Should Talk to Someone, que s'està adaptant com a sèrie de televisió. [4] [V]També escriu la columna setmanal de consells "Dear Therapist" per a The Atlantic i és co-presentadora del podcast iHeart Radio "Dear Therapists". La seva participació a les TED Talk va arribar a ser una de les deu xerrades més vistes de l'any.

## Vida i carrera professional
Gottlieb va néixer a Los Angeles (CalifòrniaEstats Units d’Amèrica) i va assistir al Yale College, a la Universitat Stanford i a la Universitat Pepperdine. Gottlieb va començar la seva carrera com a comentarista a la National Public Radio i és editora col·laboradora a The Atlantic. Ha escrit per a moltes publicacions, incloent The New York Times, Time, Slate, People, Elle, Glamour, Cosmopolitan, The Oprah Magazine Sovint apareix com a experta en temes de salut mental a la televisió i la ràdio com The Today Show, Good Morning America, The CBS Early Show, CNN, la BBC i NPR.

El seu llibre de memòries i autoajuda Maybe You Should Talk to Someone està sent desenvolupat i adaptat per a televisió per Eva Longoria per a ABC Network.